# Perseverano
Perseverano est une ville de l'Uruguay située dans le département de Soriano. Sa population est de 141 habitants.

## Infrastructure
La route 55 est important dans cette ville.

## Population
| Année | Population |
| ----- | ---------- |
| 1963  | -          |
| 1975  | -          |
| 1985  | -          |
| 1996  | -          |
| 2004  | 141        |

Référence,.